# Fusigobius signipinnis
Fusigobius signipinnis es una especie de peces de la familia de los Gobiidae en el orden de los Perciformes.

## Morfología
Los machos pueden llegar a alcanzar los 4,9 cm de longitud total.

## Hábitat
Es un pez de Mar, de clima tropical (23 °C-27 °C) y asociado a los  arrecifes de coral.

## Distribución geográfica
Se encuentra desde el Japón hasta Australia y Tonga.

## Observaciones
Es inofensivo para los humanos.